# Tramwaje w Irkucku
Tramwaje w Irkucku – system komunikacji tramwajowej działający w Irkucku w Obwodzie irkuckim.

## Historia
Pierwsze plany budowy tramwaju pojawiły się pod koniec XIX w. Następnie planowano wybudować sieć tramwaju konnego, jednak plany porzucono. Kolejny projekt budowy tramwaju w Irkucku zakładał, iż będzie to tramwaj elektryczny. Rada miejska zatwierdziła budowę dwóch tras. Pierwszy etap zakładał budowę linii od dworca kolejowego do zajezdni tramwajowej o długości ok. 9,5 km. Zakończenie prac planowano na rok 1947. Kolejny etap przewidywał budowę linii na drugą stronę rzeki Angary.
7 listopada 1946 zaplanowano otwarcie pierwszej części trasy, jednak przesunięto termin otwarcia na 31 grudnia, a następnie przełożono na 1947. Ostatecznie tramwaje uruchomiono 3 sierpnia 1947. We wrześniu 1948 dotarło 6 nowych tramwajów. W latach późniejszych linie były wielokrotnie przedłużane. 
W mieście funkcjonuje jedna zajezdnia tramwajowa.

## Linie
W maju 2018 r. w Irkucku kursowało 6 linii tramwajowych:
| Linia | Trasa                                          |
| ----- | ---------------------------------------------- |
| 1     | ul. Wołżskaja – Studgorodok                    |
| 2     | Trampark – Ż.D. Wokzał                         |
| 3     | ul. Wołżskaja – C. Rynok                       |
| 4     | ul. Bratskaja – C. Rynok                       |
| 4a    | ul. Bratskaja – Ż.D. Wokzał                    |
| 5     | M/r Sołniecznyj – ul. Dieputatskaja – C. Rynok |
| 6     | ul. Wołżskaja – C. Rynok – m/r Sołniecznyj     |

## Tabor
W Irkucku podstawę eksploatowanych tramwajów stanowią tramwaje typu KTM-5, ich uzupełnieniem jest kilka tramwajów KTM-8. W ostatnich latach zakupiono także 8 tramwajów typu KTM-19KT. W maju 2018 r. w eksploatacji znajdowało się 71 wagonów:
| Zdjęcie        | Typ            | Liczba |
| -------------- | -------------- | ------ |
|                | KTM-5M3        | 36     |
|                | KTM-5A         | 10     |
|                | KTM-5M3R8      | 2      |
|                | KTM-8K         | 1      |
|                | KTM-8KM        | 8      |
|                | KTM-17         | 2      |
|                | KTM-19KT       | 12     |
| Łączna liczba: | Łączna liczba: | 71     |